# Vittorio De Sisti
Pour les articles homonymes, voir De Sisti.
Vittorio De Sisti, né le 23 novembre 1940 à Derna dans la province de Cyrénaïque en Libye, alors sous contrôle italien, et mort le 22 avril 2006 à Rome dans la région du Latium en Italie, est un réalisateur et un scénariste italien.

## Biographie
Vittorio De Sisti débute comme réalisateur en 1968 avec la comédie Scusi, lei conosce il sesso?. Il réalise au cours des années 1970 plusieurs comédies à l'italienne dont certaines dérivent vers la simple comédie érotique à l'italienne. Le déclin de ce genre l'amène à se diversifier et à se tourner vers la télévision. Il réalise notamment plusieurs séries télévisées comiques et policières au cours des années 1990 et 2000 pour la Rai et Italia 1.

## Filmographie

### Comme réalisateur

#### Au cinéma
- 1968 : Le Sexe, vous connaissez ? (Scusi, lei conosce il sesso?)
- 1969 : L'Angleterre nue (it) (Inghilterra nuda)
- 1970 : L'interrogatorio (it)
- 1972 : Fiorina la vacca
- 1972 : Quando la preda è l'uomo ou Spogliati protesta uccidi
- 1973 : Quand l'amour devient sensualité (Quando l'amore è sensualità)
- 1974 : Sexe au confessionnal (Sesso in confessionale)
- 1975 : Lezioni private
- 1978 : Rock'n Roll
- 1979 : La supplente va in città (it)
- 1984 : Break Dance and Smurf (Dance Music)
- 1988 : Delitti e profumi
- 1989 : Il colore della vittoria
- 1997 : Volare!

#### À la télévision

##### Séries télévisées
- 1981 : La felicità
- 1982 : Progetti di allegria
- 1982 – 1987 : Casa Cecilia
- 1984 : Un uomo in trappola
- 1986 : Professione vacanze
- 1987 : Tutti in palestra
- 1988 : Sei delitti per padre Brown
- 1992 : Un inviato molto speciale
- 1995 : Occhio di falco
- 1996 : Les Nouveaux exploits d'Arsène Lupin, série deux, épisode Les Souterrains étrusques
- 2003 : Orgoglio
- 2004 : Orgoglio Capitolo Secondo
- 2005 : Gente di mare

##### Téléfilms
- 1989 : L'Eternelle jeunesse (L'eterna giovinezza)
- 1999 : Tutti per uno

### Comme scénariste

#### Au cinéma
- 1972 : Fiorina la vacca
- 1973 : Quando l'amore è sensualità
- 1975 : Lezioni private
- 1978 : Rock'n'roll
- 1979 : La supplente va in città
- 1984 : Break Dance and Smurf

#### À la télévision

##### Séries télévisées
- 1986 : Professione vacanze
- 1987 : Tutti in palestra